# Citroën Traction Avant
La Traction Avant è un'autovettura prodotta dal 1934 al 1957 dalla Casa francese Citroën.

## Storia
In realtà, Traction Avant è solo la denominazione di un gruppo di vetture costruite dalla Citroën, basate su di un unico progetto e realizzate su chassis simili, ma differenti per esempio nella misura del passo e nelle caratteristiche del motore. Queste diversità erano necessarie per creare una gamma variegata di modelli, in modo da creare una sorta di continuità con le Citroën 8CV, 10CV e 15CV che stavano per uscire di produzione. Doveva nascere una gamma di modelli in grado di riprendere l'eredità di tutte e tre. Pertanto, vi furono Traction Avant a passo corto, medio e lungo. Il nome Traction Avant utilizzato per indicare questa famiglia di modelli sarebbe stato adottato solo dopo l'entrata in produzione della prima versione.

### Genesi e debutto
All'alba degli anni trenta, la Casa di Quai de Javel stava vivendo un buon periodo commerciale, e questo nonostante la grave crisi economica abbattutasi il 29 ottobre del 1929 dapprima negli Stati Uniti ed in seguito in tutto il mondo. Il patron André Citroën era molto soddisfatto delle vendite dei suoi modelli e delle affermazioni mediatiche ottenute dalla sua azienda nel corso del decennio precedente. Egli riteneva inoltre che di quel passo la crisi economica non avrebbe intaccato più di tanto le risorse economiche sue e del suo impero. Ma allo stesso tempo si rendeva conto che tale tendenza non avrebbe potuto rimanere tale ancora a lungo, poiché occorreva un nuovo prodotto, una nuova vettura in grado di dare un nuovo scrollone alla concorrenza, battendola nettamente sui tempi con nuovi contenuti d'avanguardia. Si erano verificati alcuni fatti poco piacevoli, primo fra tutti il pensionamento del suo fido ingegnere Jules Salomon, ormai vecchio e perennemente in contrasto con il suo diretto superiore Maurice Brogly, di tendenze più conservatrici di Salomon e quindi non molto d'accordo neppure con lo spirito innovatore dello stesso Citroën. Si era venuta quindi a creare una lacuna all'interno dell'organigramma dell'azienda, resa ancor più grave dal fatto che Salomon condivideva con Citroën la stessa passione per l'innovazione tecnologica. Ma non bisognava perdere tempo: serviva prima di tutto un'idea, un'ispirazione. Già nel 1929 egli si dimostrò molto interessato alla Tracta, una vettura introdotta già tre anni prima da Jean-Albert Grégoire e che aveva partecipato con ottimi risultati alle 24 Ore di Le Mans del 1927 e del 1929. La vera novità tecnica della Tracta stava nella trazione anteriore, una soluzione tecnologica che all'epoca era vista con grande sospetto da quasi tutti i costruttori al mondo, ma che André Citroën cominciò da quel momento ad accarezzare. Fu un altro collaboratore di Citroën, Pierre Prévost, a segnalare la Tracta al suo padrone, riuscendo persino a testare un paio di esemplari con risultati più che soddisfacenti. Ma non era ancora sicuro: aveva in realtà anche altri possibili progetti in mente, ma niente di sicuro. Ci voleva un'idea risolutiva che convincesse finalmente il patron del "double chevron". Quando André Citroën non aveva più idee era solito intraprendere un viaggio negli States, che da sempre considerava un ricettacolo di vere novità. Qui si recò alla Budd Company, dove rivide Edward G. Budd, patron di quella azienda, a sua volta attiva nel campo delle innovazioni. Budd era amico di Citroën già dal 1924, ed aveva a suo tempo già fornito alcune idee all'imprenditore francese, prima fra tutte quella di costruire automobili con carrozzeria interamente in acciaio anziché in legno come quasi tutti i costruttori erano soliti fare fino a quel momento. Edward G. Budd mostrò ad André Citroën il prototipo di una vettura costruita tutta in acciaio come le precedenti, ma con struttura a scocca portante, una vera novità nel campo dell'industria automobilistica. André Citroën tornò in patria convinto di aver trovato finalmente la vera ispirazione per il nuovo modello che avrebbe dovuto sostituire in un sol colpo l'intera gamma delle 8CV, 10CV e 15CV. Si trattava a questo punto di trovare delle menti ispirate che potessero collaborare a tale progetto. Fu proprio in quel periodo che André Citroën trovò quelli che si sarebbero rivelati tra i migliori collaboratori della storia della Casa francese, tutti insieme, arrivati più o meno nello stesso periodo (tra la seconda metà del 1932 e i primi mesi del 1933) e tutti animati da una grande dose di spirito innovatore. Tra questi ne vanno senza dubbio citati due: il 20 luglio 1932 alla Citroën venne assunto Flaminio Bertoni, giovane scultore italiano dal talento visionario, assegnato al disegno delle carrozzerie; altrettanto visionario era anche il secondo grande nome unitosi alla Citroën, questa volta il 12 marzo 1933: André Lefèbvre, pupillo di Gabriel Voisin (anch'egli estremamente innovatore) e proveniente dalla Renault dove aveva lavorato per circa due anni prima di essere licenziato a causa dei suoi contrasti con il suo diretto superiore, Charles Serre, quest'ultimo caratterizzato, al contrario di Lefébvre, da uno spirito estremamente conservatore, oltretutto appoggiato dallo stesso Louis Renault.
Bertoni e Lefébvre giunsero quindi alla Casa del "double chevron": fu l'ingegnere francese a riproporre ad André Citroën l'idea della trazione anteriore e già alla fine del mese di marzo del 1933, appena due settimane dopo l'arrivo di Lefébvre, la decisione fu presa. La nuova vettura avrebbe annoverato tra le sue caratteristiche la trazione anteriore, il telaio monoscocca e la carrozzeria in acciaio. In questo senso, la Traction Avant va considerata una vettura assai innovativa: ogni singola soluzione tecnica presa da sola era già stata introdotta nel mercato da altri costruttori (la scocca portante, ad esempio, risaliva a quasi dieci anni prima e venne introdotta dalla Lancia con la sua Lambda), ma mai si era vista una vettura che le riunisse tutte e tre. Le altre specifiche dettate da André Citroën furono: un peso contenuto in circa 800 kg, un consumo medio di circa 7 litri ogni 100 km, trasmissione a cambio automatico, quattro posti, un prezzo di 15 000 franchi ed una potenza fiscale (secondo la legislazione francese dell'epoca) di 7 CV. Fu così che per il nuovo modello venne avviato il progetto 7PV, acronimo di Petite Voiture 7CV (dove i 7 CV indicavano la potenza fiscale della vettura). Fu necessario un nuovo viaggio oltreoceano, nuovamente alla Budd, per poter preparare l'attrezzatura per la carrozzeria.

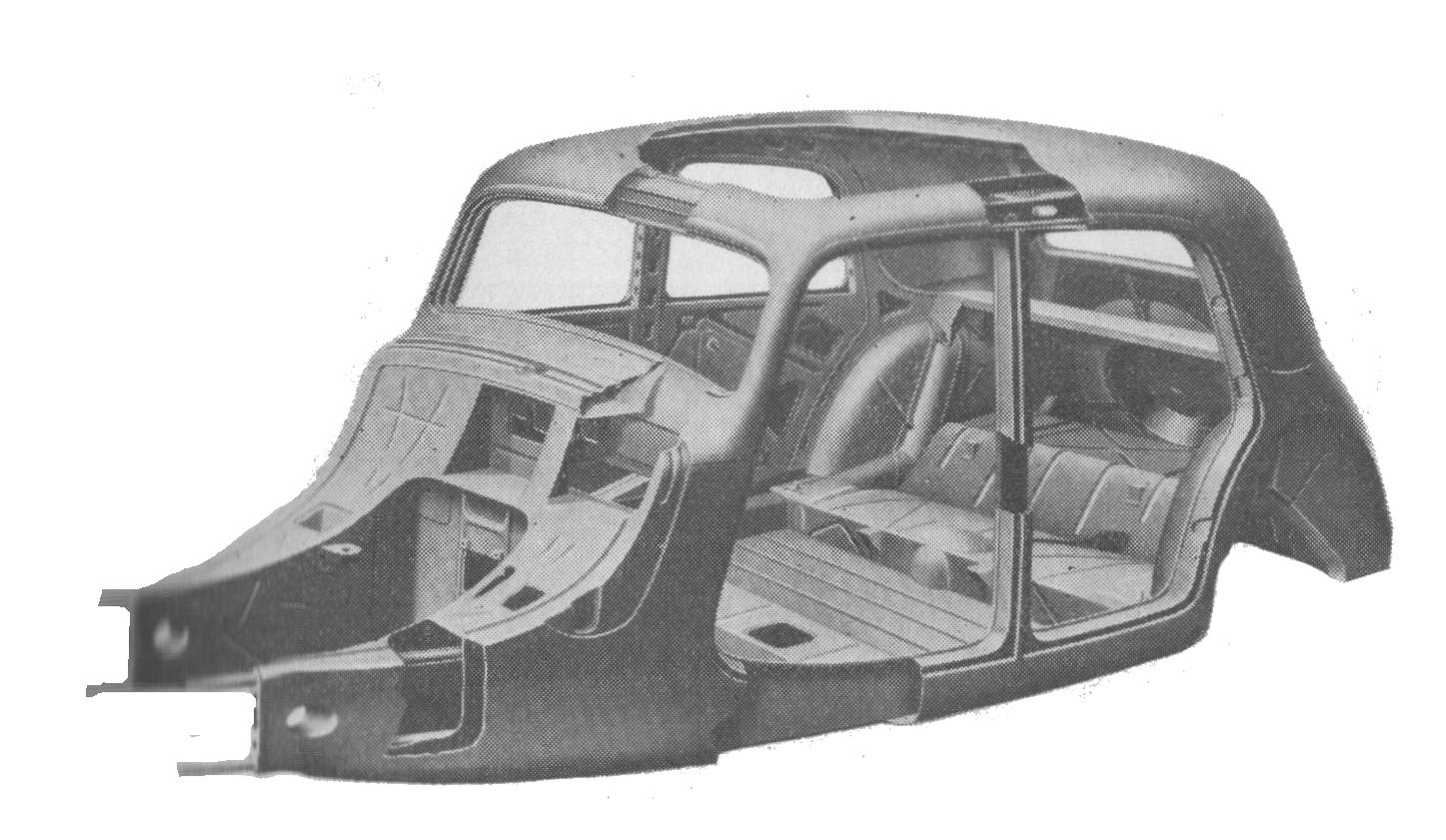
La scocca portante della Traction Avant

Nel frattempo, occorreva cominciare a schizzare i primi disegni relativi alla nuova vettura. Ma i primi disegni non convinsero molto il patron della Casa francese. Ci pensò Flaminio Bertoni, più abile a scolpire che a disegnare: in una notte realizzò un modellino tridimensionale in plastilina in scala 1:5, che praticamente rispecchiava la vettura definitiva. Il giorno dopo, domenica, si recò nientemeno che a casa dello stesso André Citroën e della moglie Giorgina. Quando mostrò il modellino ai coniugi Citroën, questi rimase colpito sia dal modellino in sé, sia dalla tecnica utilizzata per realizzarlo. Si trattava infatti della prima volta nella storia dell'automobile che un progetto di carrozzeria non veniva disegnato ma scolpito. Si decise che le forme della vettura sarebbero state quelle proposte da Bertoni.
Durante l'intero periodo di progettazione e realizzazione si verificarono però anche alcuni problemi, legati soprattutto al comparto meccanico: per esempio, si è detto in precedenza che tra le specifiche richieste da André Citroën vi fu anche quella di montare un cambio automatico, ed a tale scopo venne considerata la proposta di Robert Dimitri Sensaud de Lavaud, un ingegnere francese di origini russe che acquisì la cittadinanza brasiliana ancora bambino, quando il padre dovette trasferirsi in Brasile con la famiglia per motivi di lavoro. Tornato in Francia, Sensaud de Lavaud si dedicò alla realizzazione di cambi automatici con convertitore di coppia. Ma il cambio proposto alla Citroën non soddisfece le attese perché soggetto molto facilmente a surriscaldamento. Alla fine si decise di ripiegare su un cambio manuale a tre marce, sebbene André Citroën fosse rimasto piuttosto amareggiato da ciò.

Nonostante alcuni ritardi, lo sviluppo della vettura fu terminato in tempi record: solo 18 mesi contro i 60 mesi normalmente previsti da qualunque altro costruttore! Una prima presentazione ufficiosa della vettura definitiva si ebbe il 23 marzo 1934: erano presenti solo pochi eletti ed i concessionari. La presentazione ufficiale, però, non si sarebbe fatta attendere molto: il 18 aprile, infatti, la nuova vettura venne svelata al pubblico. Nacque così la prima Traction Avant, denominata 7CV.

#### Innovazione nel design

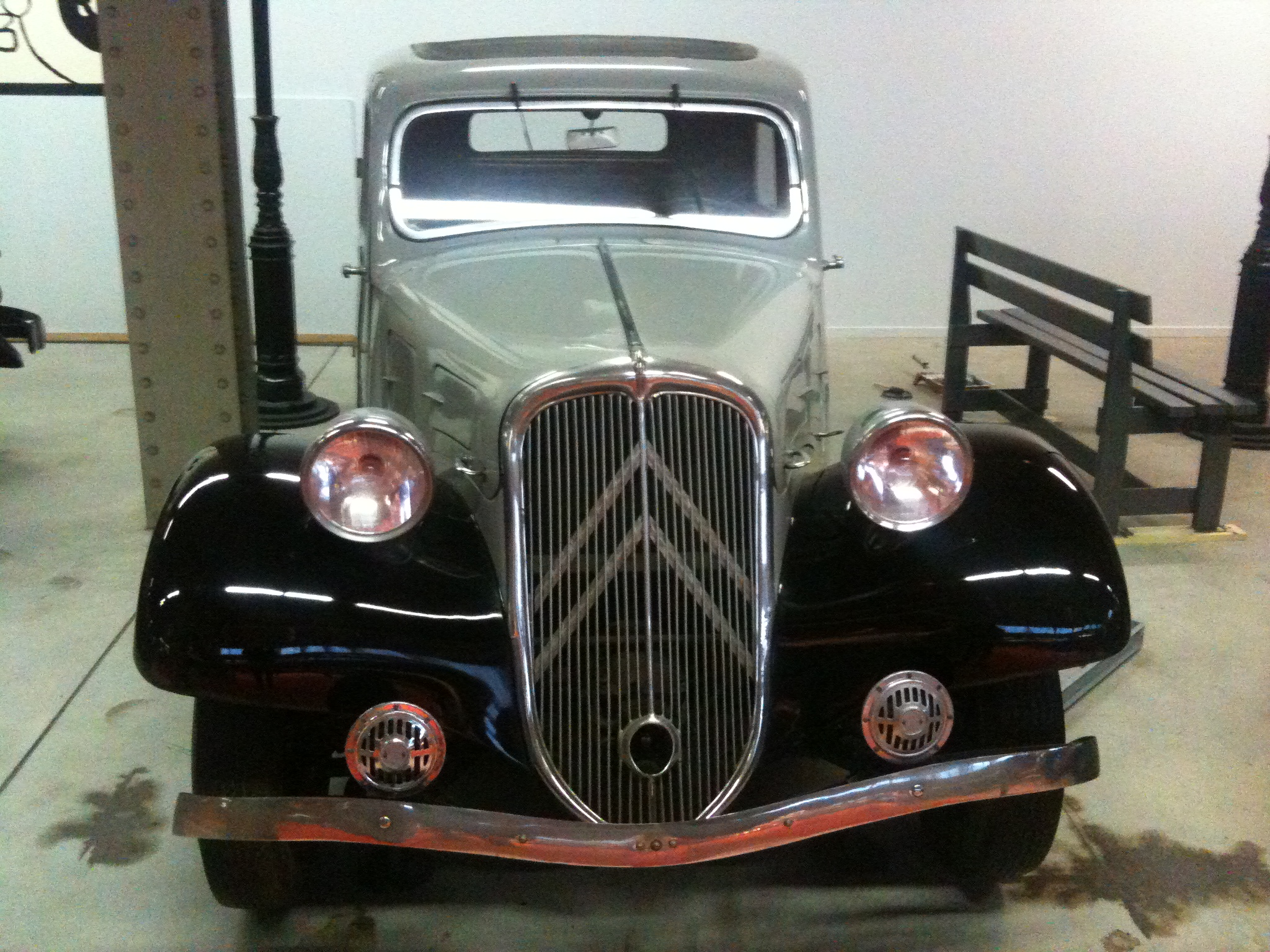
Il frontale di una 7A di pre-serie, con le trombe a vista ed il double chevron dietro i listelli della calandra

Frutto dell'estro di Flaminio Bertoni, oggigiorno considerato tra i più geniali designer automobilistici di sempre, la famiglia di vetture nota come Traction Avant si distinse fin dal suo debutto per alcune soluzioni stilistiche d'avanguardia, prima fra tutte la carrozzeria più bassa e profilata rispetto alle vetture concorrenti dell'epoca, merito anche della struttura monoscocca che permetteva di contenere gli ingombri in altezza, ma anche dello spirito innovatore di Bertoni e di Lefébvre, quest'ultimo cresciuto alla scuola di Voisin, dove ha appreso l'importanza dell'aerodinamica. Un'altra caratteristica della vettura fu l'eliminazione del predellino per salire a bordo, il che conferiva più slancio alla fiancata. Anche la zona posteriore risultava molto più profilata rispetto alla media dell'epoca. Il vano per la ruota di scorta era integrato nella coda stessa, come se fosse un tutt'uno con il resto del corpo vettura.
Le prime Traction Avant prodotte appartenevano ad una pre-serie di 250 esemplari, differenti dalla produzione vera e propria. Le differenze stavano nel radiatore con lo stemma del "double chevron" posto dietro ai listelli, nei parafanghi più stretti, nella presenza delle trombe degli avvisatori acustici, sistemate esternamente, e nella mancanza di un accesso dall'esterno al vano bagagli. Tali differenze scompariranno in seguito con l'inoltrarsi della produzione. In realtà, come si vedrà, le Traction Avant presenteranno fin dal suo debutto molti e più profondi difetti di gioventù che esulavano dal contesto puramente estetico. Quest'ultimo, infatti, risulterà l'aspetto più riuscito al debutto della 7CV.

#### Innovazione nella meccanica

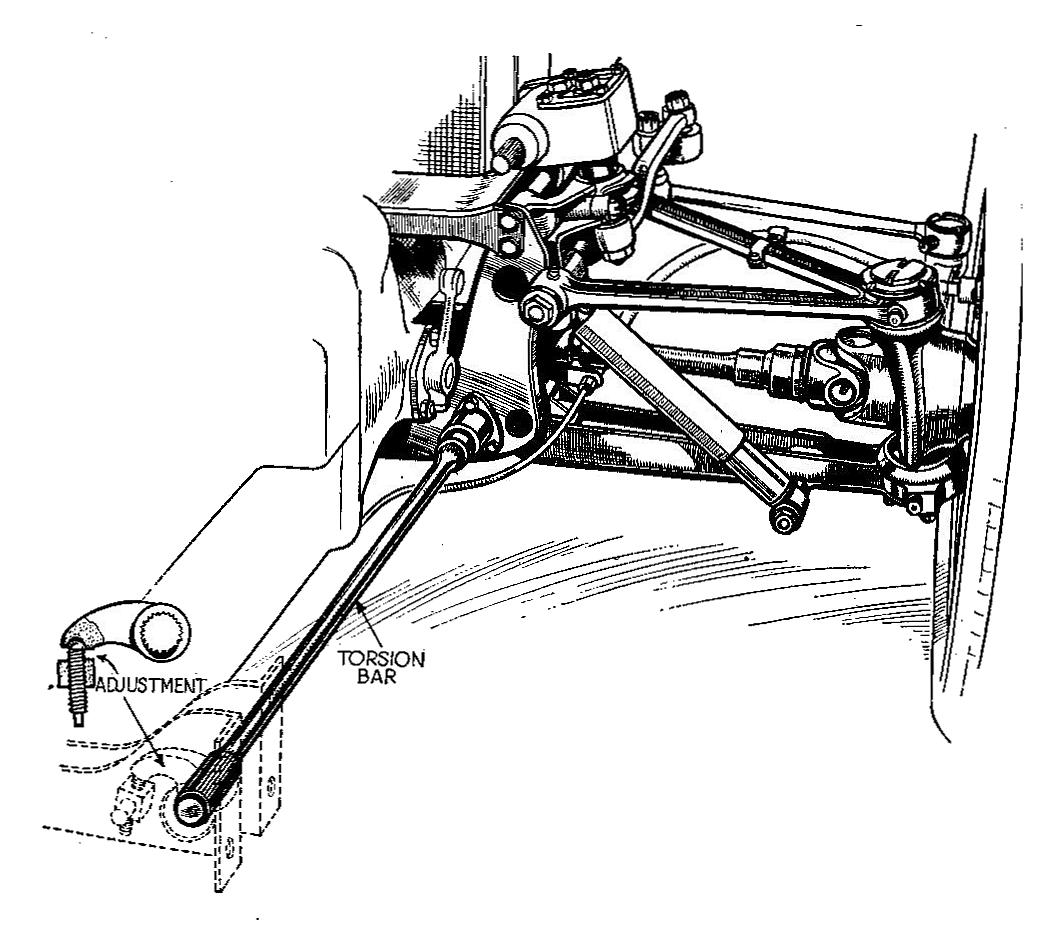
L'avantreno a barre di torsione di una Traction Avant

Ma la vera importanza storica e tecnica della 7CV stava nelle sue numerose innovazioni dal punto di vista tecnologico, più ancora che da quello stilistico. Questa nuova famiglia di vetture fu infatti una delle prime ad adottare soluzioni come il telaio monoscocca (già attuata dalla Lancia sulla Lambda) e le sospensioni a barra di torsione, e la prima a riunirle assieme ad altre soluzioni considerate all'epoca molto ardite, come la trazione anteriore. Come la carrozzeria in sé, anche la scocca era realizzata in acciaio, in modo da creare una sorta di continuità con i precedenti modelli della Casa francese. Non avrebbe in ogni caso avuto senso riconvertirsi alla carrozzeria in legno, che oramai stava rivelandosi decisamente antiquata. L'idea era quella di ottenere una struttura robusta e che consentisse di abbassare il baricentro del corpo vettura.
Un'altra grossa innovazione introdotta con la 7CV fu costituita dalle sospensioni a barre di torsione: realizzata su specifiche di Lefébvre dagli ingegneri Pierre Lemaire e Paul d'Aubarède (che hanno curato in particolar modo l'avantreno), queste sospensioni rappresentarono una novità assoluta e attraverso successive evoluzioni sono giunte anche ai giorni nostri: molte auto francesi di produzione molto più recente (Peugeot 106 e 206, Citroën Saxo, Renault Clio, ecc.) le montavano ancora negli anni novanta, ed anche gli anni '10 del millennio successivo vedono ancora alcuni modelli montare tale soluzione (Peugeot 206 Plus, Dacia Logan MPV, ecc.), sebbene in chiave più moderna e solo al retrotreno. Invece, la 7CV prevedeva le barre di torsione anche all'avantreno: le vere differenze tra asse anteriore e posteriore stavano nell'architettura stessa, poiché anteriormente era prevista una soluzione a ruote indipendenti, mentre posteriormente era presente una semplicissima soluzione ad assale rigido. Quest'ultima è stata una delle parti meno innovative dell'intera vettura.
Un'altra "chicca" della 7CV stava nella trazione anteriore, una soluzione sperimentata fino a quel momento solo da pochi altri costruttori e su pochi modelli (DKW F1, Audi Front, Cord L-29, Adler Trumpf, Tracta, ecc.). Per realizzare tale soluzione fu necessario avvalersi di adeguati giunti omocinetici: questi furono forniti da Jean-Albert Grégoire, un geniale ingegnere che aveva già sperimentato con successo la trazione anteriore sulle Tracta degli anni venti. Questi, tra l'altro, propose una variante perfezionata di tali giunti omocinetici, soluzione adottata dalla Citroën, anche se ben presto, come si vedrà, darà luogo a problemi tecnici. Al momento del debutto, comunque, la 7CV montava i giunti di Grégoire.
Il sistema frenante era a quattro tamburi, mentre lo sterzo era a vite sferica e rullo.

Altre novità tecniche erano racchiuse nell'unità propulsiva, un 4 cilindri in linea della cilindrata di 1303 cm³: tale motore, realizzato da Maurice Sainturat, fu il primo motore Citroën con distribuzione a valvole in testa (sebbene ancora ad asse a camme laterale); un'altra caratteristica particolare era data dal raffreddamento a liquido assistito mediante una pompa dell'acqua, ed inoltre il motore era uno dei pochissimi a montare canne cilindri in umido asportabili; ed infine, come ultima caratteristica (ma non ultima in ordine di importanza), va senza dubbio evidenziata la soluzione di montare il motore su supporti in gomma, in modo da ridurre le vibrazioni trasmesse dalle asperità stradali all'abitacolo. Tale soluzione, denominata motore flottante, si rivelerà assai efficace e di successo. Alimentato mediante un carburatore Solex ed accreditato di un rapporto di compressione pari a 5.7:1, tale motore erogava una potenza massima di 32 CV a 3200 giri/min.
Infine, il cambio era di tipo meccanico a 3 marce, anziché automatico come era inizialmente nelle intenzioni del patron André Citroën: questi si ostinò fino all'ultimo a voler utilizzare il cambio automatico di Sensaud de Lavaud, anche quando la sua inaffidabilità era ormai chiara a tutti gli ingegneri incaricati di partecipare al progetto. Alla fine anche André Citroën dovette soccombere e rassegnarsi ad una soluzione più convenzionale.
Tali innovazioni, fino a quel momento considerate quasi irrealizzabili, erano per la prima volta concentrate in un'unica vettura, che riscosse un gran successo, ma i costi di progettazione e realizzazione si rivelarono altissimi e rischiarono di condurre al fallimento la Casa, che fu acquistata dalla Michelin. Da quel momento, fino a metà anni settanta, la Citroën rimase nell'orbita dell'altro colosso francese. Ciò permise alla Citroën di godere dei frutti derivanti dalle vendite della Traction Avant.

### Evoluzione
La produzione della 7CV fu avviata il 19 aprile 1934, ossia il giorno successivo alla presentazione ufficiale, ad un ritmo di circa cento esemplari al giorno. Le varianti di carrozzeria previste erano tre: berlina a 4 porte, coupé e roadster. Queste ultime due varianti di carrozzeria non furono disegnate da Bertoni, ma da Jean Daninos, il futuro fondatore della Facel Vega.

#### Il periodo pre-bellico
I tempi record con cui la 7CV fu immessa sul mercato erano anche giustificabili con un'eccessiva fretta da parte di André Citroën nel voler lanciare la vettura. Ciò si tradusse in uno scarso numero di test effettuati e quindi in numerosi e gravi difetti da correggere al più presto. Prima di tutto la scocca non si rivelò robusta come era nelle intenzioni dei progettisti: si verificarono ben presto frequenti episodi di cedimenti alla scocca. Inoltre anche gli attacchi dei mozzi ruota andavano altrettanto irrobustiti poiché accadeva alla 7CV di perdere le ruote. Questi problemi vennero ben presto risolti mediante opportuni irrobustimenti alla scocca e migliori soluzioni per il fissaggio dei mozzi ruota. Per dimostrare la robustezza della scocca ad un pubblico che cominciava a nutrire dubbi sulla qualità della vettura, una 7CV venne fatta cadere giù da una scarpata alta otto metri: la vettura carambolò due volte ed atterrò sulle quattro ruote, con evidenti danni alla carrozzeria, ma non più alla scocca. Inoltre si mise in moto al primo tentativo.

Ma non era finita: un altro grosso problema si presentò quando i giunti omocinetici di Grégoire cominciarono a grippare subito dopo il lancio a causa della scarsa lubrificazione: nel mese di maggio (neppure un mese dopo il lancio) vennero quindi sostituiti con nuovi giunti realizzati da Alfred Rzeppa, un personaggio attivo fin dal 1927 nella realizzazione di questi componenti. Con questi la vettura andava meglio, ma i giunti erano troppo rumorosi e davano l'idea che si stesse comunque verificando un danno anche quando ciò non era vero (nel corso dei mesi erano comunque stati segnalati casi di veri danni).

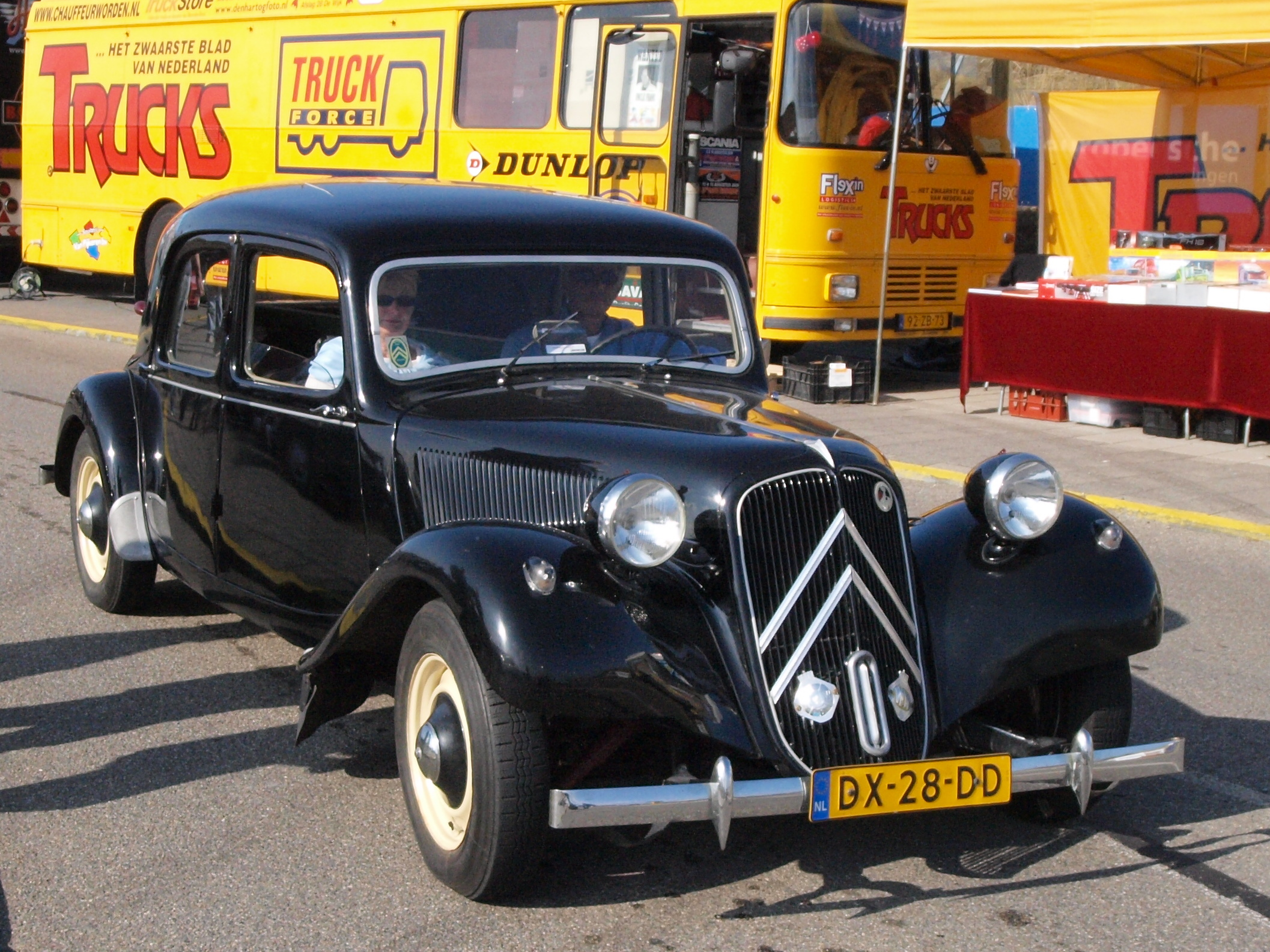
Una Citroën 11 BL

Il 1º luglio del 1934 vi fu la prima vera novità: la 7CV venne sostituita dalla 7B (e ciò portò retroattivamente ad indicare la 7CV anche come 7A), la cui principale novità fu il motore da 1529 cm³, nato dalla rialesatura della precedente unità da 1.3 litri. La potenza crebbe a 35 CV a 3200 giri/min. Strutturalmente vennero effettuati nuovi rinforzi alla scocca. Gli ingombri esterni rimasero immutati. Esteriormente la 7B si riconosceva dal modello precedente per i parafanghi ridisegnati e le prese d'aria ai lati del cofano motore con nuovo senso di apertura. Ma la 7B non fu l'unica novità per quel mese di luglio, poiché la gamma si ampliò con l'arrivo della 7 Sport (o 7S), una variante dalle prestazioni più brillanti, ottenute grazie al nuovo motore da 1911 cm3, una variante a corsa lunga del 1.5 montato sulla 7B. Tale motore, che in questo caso raggiungeva una potenza massima di 46 CV, fu il capostipite di un'intera generazione di motori che sarebbe arrivata con la medesima cilindrata fino al 1965 e, con cilindrate derivate, addirittura fino al 1991!
Nel mese di settembre, dopo appena due mesi di commercializzazione, la 7B venne a sua volta sostituita dalla 7C, spinta ancora una volta da un nuovo motore, evoluzione dei precedenti, un'unità da 1628 cm³ della potenza di 38 CV. Ma vi furono anche diverse altre novità, sempre a partire dallo stesso mese: infatti, venne anche lanciata la 11 (in seguito ribattezzata 11A o anche 11 Normale per distinguerla dalle successive evoluzioni), unicamente con motore e gran parte della meccanica mutuati dalla 7S. Queste versioni erano disponibili inizialmente in due varianti di passo: la 11 berlina con passo maggiorato di 18 cm (da 2,91 a 3,09 metri) e le 11 limousine e familiale, entrambe con passo di 3,27 metri. Sul piano della meccanica telaistica, l'aumento della misura delle carreggiate di circa 3 cm era un'altra delle caratteristiche che distingueva sul piano tecnico queste ultime versioni dalle varie 7A, 7B, 7C e 7S. Va comunque precisato che le differenti motorizzazioni fin qui descritte appartenevano comunque a differenti fasce di tassazione, per cui nonostante le denominazioni ufficiali, la 7B e la 7C erano comunque vetture da 9 CV fiscali, mentre la 7S era una vettura da 11 CV fiscali, esattamente come la 11A che ne riprendeva il motore, ma riportava nella sua sigla identificativa anche la stessa fascia fiscale di appartenenza. Quanto alle nuove carrozzerie introdotte nel settembre 1934, la 11 Limousine era caratterizzata da una carrozzeria a tre finestrini per lato e a 5 o 6 posti) e la 11 Familiale aveva una carrozzeria simile, ma dava spazio a 8 o 9 persone. Restava solo un modello, finora non ancora citato, ossia la quasi misteriosa 11 Coupé de Ville, una versione commercializzata per pochi mesi (fino a marzo 1935), con finiture di gran lusso, omologata per 5 posti e con divisorio tra zona autista e zona posteriore. La carrozzeria era simile a quella delle limousine, ma i finestrini posteriori laterali erano assenti. Ne vennero prodotte assai poche. La 11, o 11A, che dir si voglia, fu l'unica variante della gamma a montare i giunti omocinetici di origine Tracta, quelli proposti inizialmente da Grégoire. L'unica differenza era che stavolta si trattava degli originali Tracta, quelli non rivisitati dall'ingegnere francese e non soggetti a guasti. Perciò in questo caso non si verificarono particolari problemi da quel punto di vista. Un mese dopo, in ottobre, la 7 Sport venne ribattezzata 11 Légère, così chiamata per via del connubio tra il motore della 11 e la carrozzeria a passo corto dei modelli 7A, 7B e 7C, e quindi più leggera. Analogamente a quanto già visto per la 11, anche la 11 Légère diverrà in seguito nota anche come 11AL.

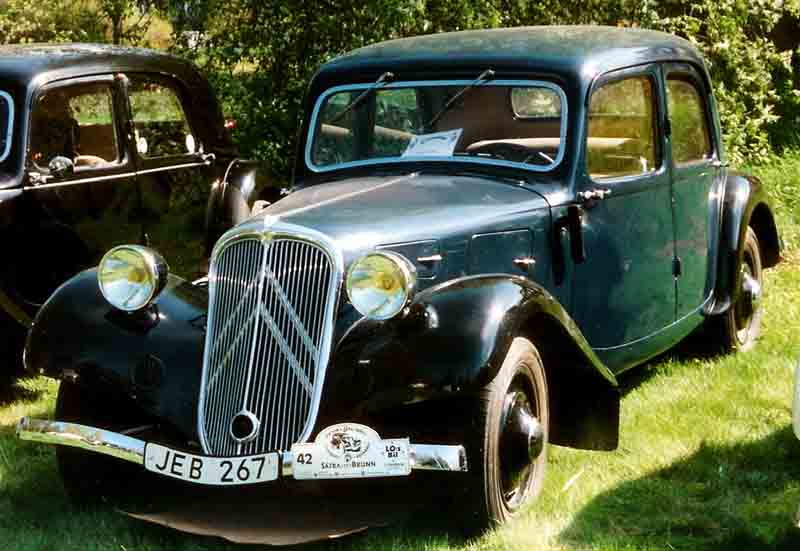
Una 7C berlina del 1935

Nel dicembre 1934, i giunti omocinetici RZeppa vennero sostituiti a favore dei giunti double-Hooke: tale aggiornamento fu esteso a tutta la gamma, compresa la 11A. Contemporaneamente, i supporti elastici del motore, anch'essi fonte di problemi in quanto oscillavano troppo e causavano contatti tra il motore ed il cofano, vennero sostituiti con altri, denominati Pausodyne, che risolsero il problema.
Ma in realtà le vendite erano stentate, o meglio, già da alcuni mesi stavano lentamente prendendo vigore, ma ad un ritmo insufficiente per far fronte ai debiti contratti da André Citroën con le banche, debiti che divennero pressanti e le scarse vendite divennero campanelli d'allarme per la salute economica dell'azienda. Messo alle strette, André Citroën prese contatti con la Michelin, il colosso francese degli pneumatici e tra la fine dello stesso anno e l'inizio del 1935, la Casa francese passò sotto il controllo dei nuovi padroni. Visti i problemi della gamma Traction Avant, essi costituirono una squadra di supervisori che potessero valutare se valesse la pena o meno continuare con la commercializzazione della vettura. Si decise di non cessare la produzione e la carriera della vettura andò avanti, ma si resero necessari altri aggiornamenti per eliminare tutti i difetti presenti. Venne quindi montato un nuovo assale posteriore, più resistente alle sollecitazioni, e nuovi ammortizzatori in grado di attutire meglio le asperità del terreno. Anche l'avantreno fu oggetto di aggiornamenti, grazie all'adozione di ammortizzatori telescopici. Nella primavera del 1935, vennero rivisti anche il cambio e lo sterzo, mentre in estate venne montato un nuovo dispositivo anti-beccheggio.
Vale la pena notare che nel frattempo, ossia tra la seconda metà del 1934 e la prima metà del 1935, anche altri aggiornamenti vennero apportati alla gamma, e cioè quelli relativi ai rivestimenti interni ed agli abbinamenti tra verniciatura esterna e colori della selleria. Questa tendenza ad aggiornare di volta in volta la gamma colori esterni ed interni sarà una costante durante l'intero arco di produzione della Traction Avant. Sempre a proposito di allestimenti interni, vale inoltre la pena menzionare l'introduzione dei sedili tubolari, avvenuta ancora nella primavera del 1935 e fortemente voluta sia da Lefébvre che da Citroën per la leggerezza delle strutture tubolari pensate per i sedili, unita alla loro resistenza.
Nel mese di ottobre del 1935, arrivò finalmente il bagagliaio accessibile dall'esterno, mentre la griglia del radiatore venne verniciata in tinta con la carrozzeria. Meccanicamente vi furono aggiornamenti alle barre di torsione anteriori. Alla fine dei conti, il 1935 fu per la Traction Avant quindi un anno di transizione a causa della delicata fase che la casa di quai de Javel stava attraversando, tra la morte del fondatore, avvenuta nell'estate di quell'anno per un male incurabile, il passaggio da quest'ultimo alla famiglia Michelin già alcuni mesi prima del suo decesso e tutta la già citata serie di aggiornamenti allo scopo di rendere più affidabile la vettura stessa.
Le vendite, che fino alla fine del 1935 continuarono a rimanere su livelli modesti, cominciarono a risalire all'inizio del 1936: durante i primi mesi del nuovo anno, lentamente, cominciò addirittura a formarsi una lista di attesa per la gamma Traction Avant e gli affari cominciarono a proliferare, tanto che nel mese di agosto la Citroën balzò nuovamente in vetta alla classifica delle vendite e in autunno vantò 1.200 esemplari prodotti a settimana, contro i 325 esemplari settimanali di un anno prima. Il 1936 fu anche l'anno in cui vennero introdotti lo sterzo a cremagliera, un nuovo cruscotto ridisegnato, nuovi aggiornamenti all'avantreno, al carburatore ed ai giunti omocinetici, sempre double-Hooke, ma di nuova generazione. Questi ultimi sarebbero stati uniformati su tutta la gamma all'inizio dell'anno seguente.

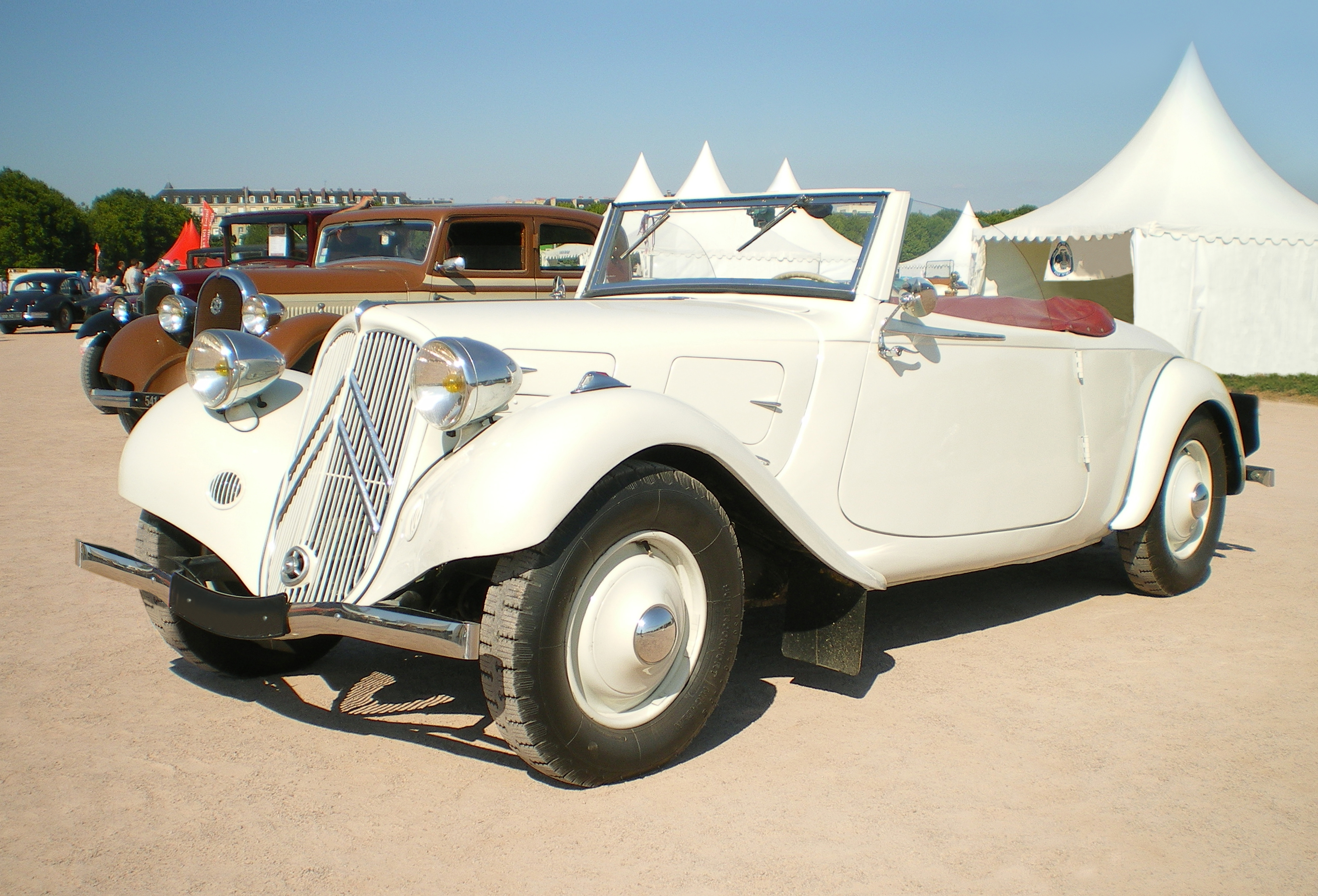
Una Traction Avant roadster

Nel gennaio 1937 venne introdotta una serie limitata di 315 esemplari, la 11AM, realizzata sulla base della 11AL, dalla quale si distingueva per il carburatore più performante e per le rivisitazione alla testata. Poco tempo dopo, a marzo, la 11A e la 11AL vennero rispettivamente affiancate dalla 11B e dalla 11BL. Le differenze estetiche fra l'uno e l'altro modello furono veramente poche, limitate praticamente alla scomparsa delle griglie anteriori per le trombe del clacson ed al leggero ridisegnamento dei parafanghi anteriori. Fondamentalmente i due nuovi modelli nacquero però nell'ambito di una politica di standardizzazione dei componenti, che divennero comuni con quelli della 7C laddove vi erano state fino a quel momento delle differenze. Per questo, anche a livello di meccanica vi furono degli aggiornamenti, per esempio nei tamburi dei freni, ora dotati di 5 perni di fissaggio anziché 6. Per gran parte del 1937, i modelli 11A e 11B, sia normali che Légère, convissero a listino. Durante questo periodo, venne introdotta per breve tempo anche una serie speciale denominata 11AM, simile in tutto e per tutto alla 11AL, ma con motore portato a 50 CV. Negli ultimi mesi dell'anno venne presentata la 11 Commerciale, la cui effettiva entrata in listino non avvenne però che nel febbraio dell'anno seguente. Caratteristica principale di questa versione fu il portellone posteriore apribile in due parti, da dove si poteva accedere per il carico di merci. I posti erano cinque, ma il divano posteriore poteva essere rimosso per aumentare la capacità di carico.
Il 1938 vide l'arrivo dei nuovi cerchi Pilote di maggior diametro, i parafanghi nuovamente ridisegnati per poter ospitare i cerchi, una nuova frizione ed un dispositivo per il riscaldamento nell'abitacolo. Per quanto riguarda la gamma vi furono invece novità più sostanziose: il 24 giugno venne introdotta la 15 Six, versione di punta spinta da un nuovo motore a 6 cilindri in linea della cilindrata di 2867 cm³ ed in grado di erogare una potenza massima di 77 CV. Montando questo motore, la nuova versione di punta era di fatto un modello da 16 CV fiscali, ma la denominazione commerciale recitava 15 Six per mantenere un legame con la sua diretta antenat, ossia la 15CV Rosalie. Esternamente, la 15 Six montava la carrozzeria della 11B, ma con cofano motore allungato di 11 cm per far posto al nuovo propulsore dai maggiori ingombri. Altre differenze stavano nella presenza di inedite luci di stazionamento sui parafanghi anteriori, nella calandra verniciata in tinta con la carrozzeria e nel paraurti provvisto di rostri. La prima serie della 15 Six venne identificata dalla lettera G, che stava per "gauche" (sinistra in francese), giacché il motore ruotava verso sinistra osservando la vettura frontalmente. Venne inizialmente proposta solo con carrozzeria berlina. Inoltre, sempre per quanto riguarda la gamma, venne cancellata dal listino la coupé.
Nel 1939 vi furono nuovi aggiornamenti all'avantreno, al volano ed all'albero motore, mentre la 7C ricevette alcuni aggiornamenti al motore in modo da contenere i consumi e fu ribattezzata 7C Economique. Contemporaneamente, anche la 15 Six diviene disponibile con carrozzeria a passo lungo, ma in questo caso solo come limousine o familiare. Infine, le 11B e BL divennero disponibili anche in versione Perfo, ossia dotate di un pacchetto opzionale consistente sostanzialmente nel motore portato da 50 a 56 CV. Nella seconda metà dell'anno scoppiò la seconda guerra mondiale: la produzione della Casa francese crollò ma andò comunque avanti con il contagocce fino al giugno 1941 quando venne interrotta del tutto. L'avvento del sanguinoso conflitto coincise anche con l'uscita di produzione delle versioni roadster e della 7C Economique.

#### Il periodo post-bellico

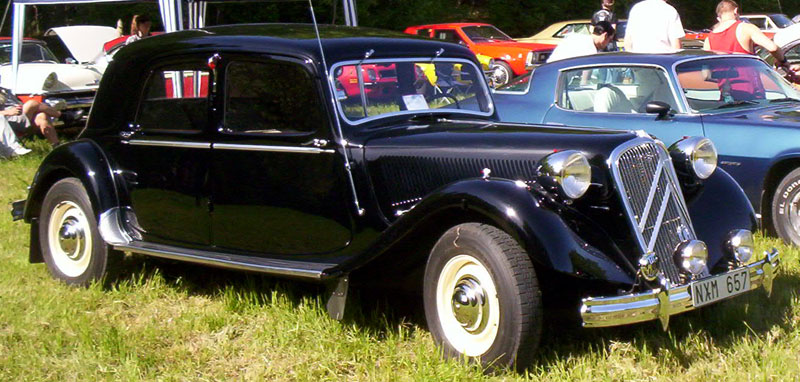
Una 15 Six del 1951

La produzione Citroën riprese solo nel giugno 1945 e solo con il modello 11 Légère: del resto, all'indomani dell'armistizio era scarsa la disponibilità di materie prime, per cui era impensabile una ripresa a pieno regime, senza contare il fatto che alcuni stabilimenti avevano subito enormi danni dovuti ai bombardamenti. La mancanza di materie prime fu tale che i primi esemplari post-bellici di 11BL uscivano dalle linee di montaggio senza ruota di scorta o addirittura senza pneumatici! E poiché si era appena usciti da una guerra che aveva monopolizzato la stragrande maggioranza degli stabilimenti automobilistici per i propri nefasti fini, erano rimaste solo scorte di vernici adatte a mezzi militari, così le prime 11BL erano disponibili solo con carrozzeria verniciata in verde militare, anche se poco tempo dopo il riavvio della produzione, divennero disponibili anche due tonalità di grigio metallizzato. Anche gli allestimenti interni furono semplificati per risparmiare nei costi di produzione.
Nel febbraio del 1946 vi fu la reintroduzione della 15 Six, solo con carrozzeria berlina e praticamente identica a quella pre-bellica, tranne che per alcuni piccoli dettagli, come le calotte dei fari anteriori, non più cromate ma in tinta. Nel corso dello stesso anno, le due metà apribili del cofano motore vennero dotate di feritoie verticali in luogo dei precedenti sportellini di aerazione.
Nel marzo del 1947 venne reintrodotta la 11B con passo allungato, ma ridenominata come le prime 11CV del 1934, mentre nel giugno dello stesso anno la 15 Six divenne nota anche con la denominazione di 15D, dove la lettera D stava per Droite (“destra” in francese), poiché in questa nuova edizione, il motore girava da destra a sinistra anziché viceversa come nella versione pre-bellica. Tale aggiornamento fu voluto perché permise di ottimizzare il rendimento globale del motore.

Va detto che nonostante il difficile periodo di convalescenza del mercato europeo, la gamma della Traction Avant continuò a far registrare dei soddisfacenti numeri di vendita, specialmente per quanto riguardava le versioni con motore a 4 cilindri.
A partire dal 1948, l'unico colore disponibile divenne il nero su tutta la gamma, dopodiché non vi furono che aggiornamenti di dettaglio su tutta la produzione fino al giugno del 1950, quando la 15D ricevette nuovi paraurti dritti anziché curvi come in precedenza, nuove coppe ruota di maggior diametro ed una frizione monodisco anziché bidisco. Per quanto riguardava le versioni 11B e 11BL, l'unico aggiornamento degno di nota fu il valore del rapporto di compressione, portato a 6.5:1.
Nel 1951 la Traction 15Six ricevette 2 sportelli supplementari ai lati della calandra per migliorare il raffreddamento del poderoso motore 6 cilindri. Nel 1952, sui modelli 11B ed 11BL vennero introdotti i paraurti dritti (ma non le coppe ruota maggiorate) e soprattutto,su tutti i modelli, un bagagliaio maggiorato, riconoscibile per la vistosa bombatura supplementare sulla coda, e i tergicristalli incernierati in basso anziché in alto. Nel settembre 1953 vi fu una significativa novità: la reintroduzione delle versioni con carrozzeria Familiale a passo lungo, disponibili sia con motore a 4 cilindri (11B Familiale) sia con motore a 6 cilindri (15Six Familiale).
Due furono le grandi novità per la primavera del 1954: il ritorno della 11B Commerciale e l'arrivo della 15H, in affiancamento alla normale 15 Six, dalla quale si differenziava essenzialmente per il nuovo retrotreno idropneumatico, una vera novità tecnologica che riportò l'attenzione sulle versioni di punta della gamma Traction Avant, le quali erano fino a quel momento considerate ormai datate e prive di qualunque attrattiva. Con il suo retrotreno idropneumatico, la 15H divenne un vero e proprio banco di prova prima dell'avvento della DS, nonché, di colpo, anche la vettura con il retrotreno più innovativo al mondo. Nel maggio 1955 fu introdotto su tutte le Traction 11CV il nuovissimo motore 11D, dove la lettera D, stavolta, non stava per "droite", ma indicava l'ultima evoluzione del mitico motore 1911 cm3, rivisitato in maniera da prefigurare l'unità motrice che avrebbe equipaggiato le prime DS. Oggi le Traction Avant dotate di questo motore sono molto apprezzate dagli appassionati per la maggiore potenza e per la coppia sensibilmente accresciuta. Il motore 11D si riconosce facilmente dal precedente Perfo per una fusione sul blocco motore lato guida della scritta "11D" e per il coperchio valvole di nuovo disegno, con tappo dell'olio non più in posizione centrale ma avanzata e raggiungibile solo dal lato guida. Sempre nel 1955, ma stavolta ad agosto, venne tolta di produzione la 15CV Familiale. Nel 1955 la 15D Six venne tolta dal listino

Nel luglio del 1956 terminò ufficialmente la produzione di tutte le versioni con motore a 6 cilindri, compresa la 15H, anche se nel corso dell'anno ne sarebbero stati assemblati altri due esemplari, più ulteriori due esemplari alla fine dell'anno seguente, quando oramai l'intera gamma era già fuori produzione.
Dalla seconda metà del 1956 in poi, la gamma Traction Avant fu composta solo da modelli a 4 cilindri, ed entrò così nel suo ultimo anno di vita, durante il quale non avvennero più aggiornamenti di sorta. Il 25 luglio del 1957 avvenne la definitiva uscita di produzione: l'ultima Traction Avant a lasciare le linee di montaggio di Quai de Javel fu una 11B Familiale.

#### La 22CV

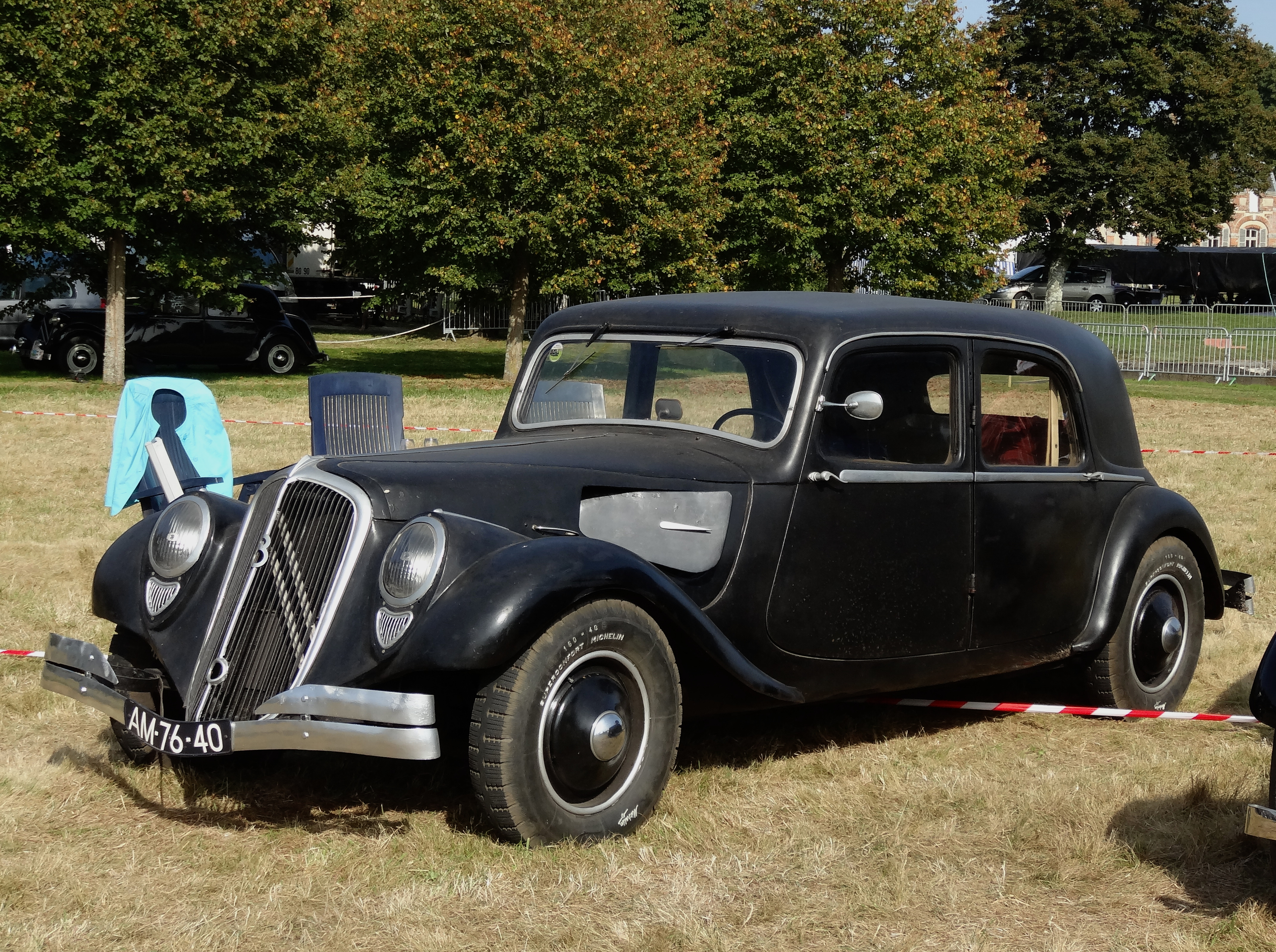
Una Citroën Traction Avant 22CV

Se è esistita una Traction Avant da sempre avvolta in un'aura di mistero e di leggenda, questa è stata sicuramente la 22CV, soprannominata anche Super Traction. Presentata al Salone di Parigi del 1934, e quindi pochi mesi dopo l'entrata in produzione delle Traction Avant di base, la 22CV voleva essere la risposta della Casa del double chevron alle ammiraglie di lusso dell'epoca. Esternamente si differenziava dalle altre Traction Avant per il frontale con fari integrati nei parafanghi e di forma ovale, il logo con la cifra “8” cromata sul radiatore (cifra che indica il numero dei cilindri e che richiama anche il logo posto sul radiatore delle Horch 8) ed i paraurti doppi. Il suo propulsore era un V8 con angolo di 90° tra le due bancate, e con una cilindrata di 3822 cm³. Secondo la Casa, tale motore, nato dall'accoppiamento di due unità a 4 cilindri da 1911 cm³ l'una, erogava una potenza massima di 100 CV, sufficienti per spingere la vettura ad una velocità massima di 140 km/h. Secondo alcune voci, però, pare che per i primi test fosse stato utilizzato un V8 di origine Ford, soluzione in seguito abbandonata. In realtà, su ciò che si celava sotto il vano motore, aleggiano numerosi dubbi poiché la vettura è sempre stata presentata con il cofano sigillato. Infatti, dopo Parigi, la 22CV è stata portata anche ai Saloni di Bruxelles e Varsavia, ma in nessuna di queste occasioni è mai stato rivelato, se non a voce, cosa si nascondeva nel vano motore.
Eppure l'avvio della produzione sembrava imminente, a tal punto che la vettura aveva cominciato ad apparire nei dépliant della Casa, assieme agli altri modelli della gamma Traction Avant. Tra l'altro, i pochi dati relativi al motore ed alle sue prestazioni erano stati dichiarati anche sui dépliant stessi. Ma i seri guai finanziari in cui si trovava la Casa francese obbligarono i nuovi padroni della Michelin ad abbandonare il progetto.
Rimasero inoltre insoluti altri interrogativi: quanti esemplari ne furono prodotti? Quanti ne esistono ancora oggigiorno e a chi appartengono? Per quanto riguarda la produzione, pare quasi certo che ne vennero prodotti almeno 9 esemplari, e precisamente: una berlina, una coupé, quattro roadster e tre familiare. Pare anche che otto di questi siano stati trasformati in 11CV sostituendone il motore con uno da 1.9 litri normalmente in produzione.

### Versioni e motori

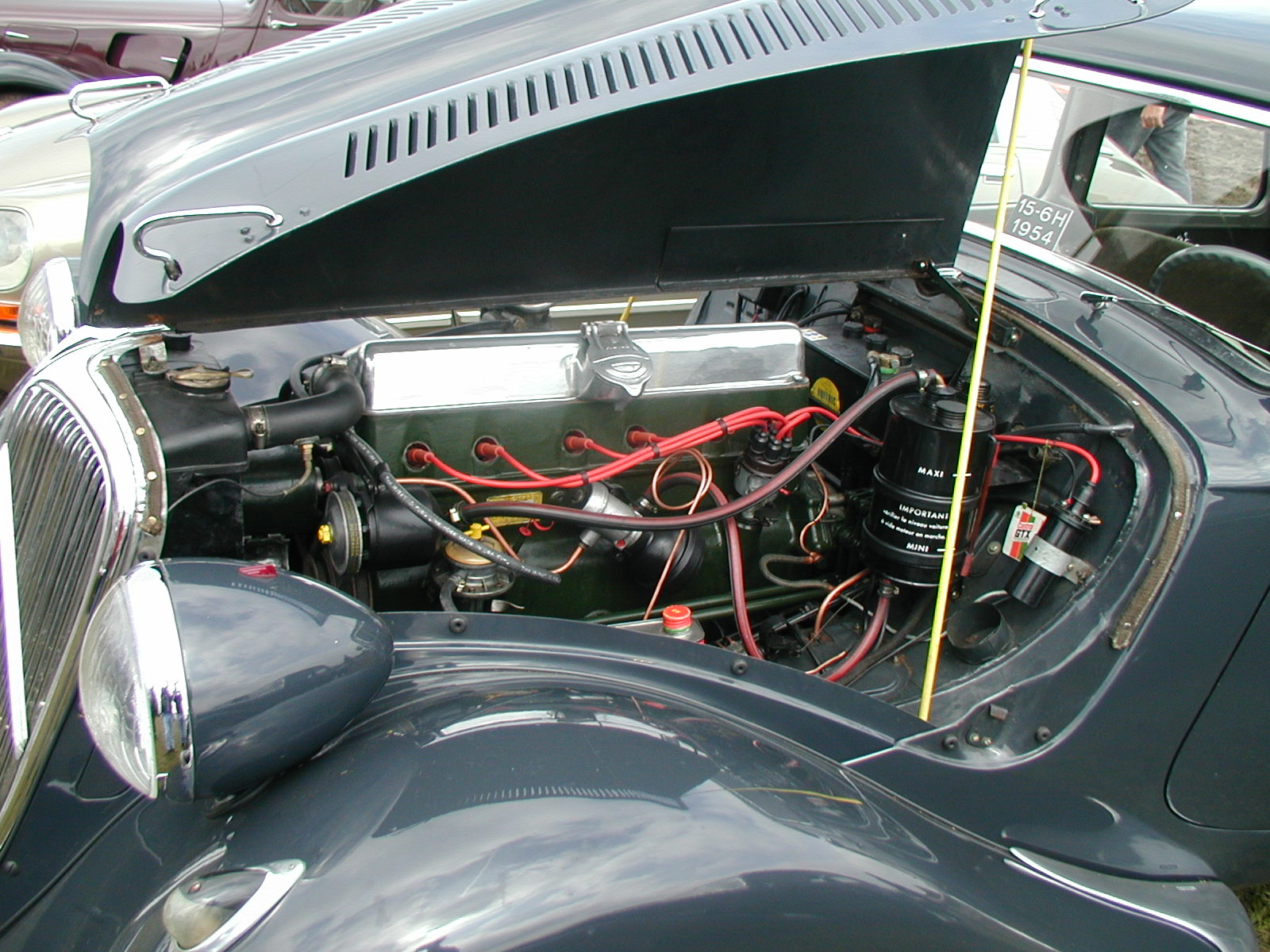
Vista del 6 cilindri in linea di una 15 Six

Come si è già visto, la Traction Avant conobbe una vasta gamma di motorizzazioni nell'arco della sua produzione. Eccoli, divisi nelle tre fasce di mercato che occupava la Traction Avant:

#### 7 CV Traction Avant
- 7A (1934): 4 cilindri in linea da 1303 cm³, 32 CV di potenza massima e 95 km/h di velocità massima;
- 7B (1934-35): 4 cilindri in linea da 1529 cm³, 35 CV di potenza massima e 100 km/h di velocità massima;
- 7C (1935-41): 4 cilindri in linea da 1628 cm³, 36 CV di potenza massima e oltre 100 km/h di velocità massima;
- 7 Sport (1935): 4 cilindri in linea da 1911 cm³, 46 CV di potenza massima e 110 km/h di velocità massima;

#### 11 CV Traction Avant

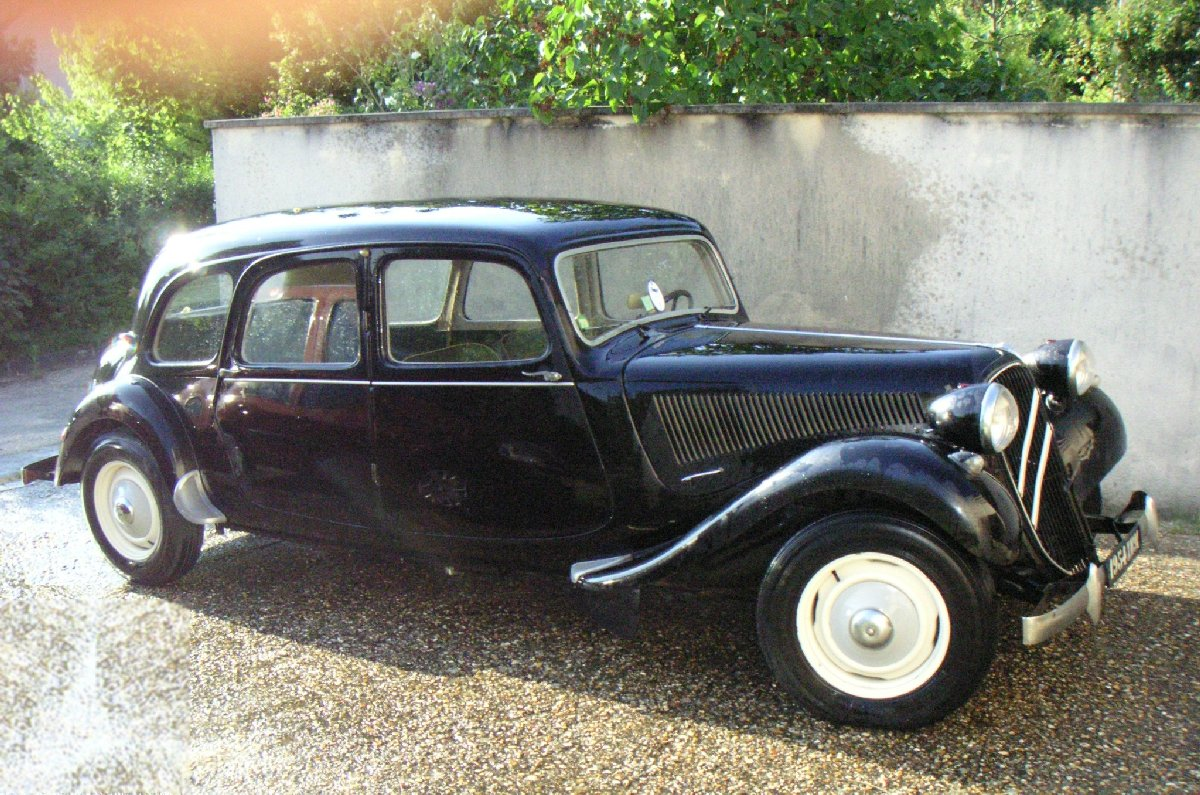
Traction avant 11 Familiale del 1954

- 11CV (1935-37): 4 cilindri in linea da 1911 cm³, 46 CV di potenza massima e 110 km/h di velocità massima;
- 11 Légère (1935-37): 4 cilindri in linea da 1911 cm³, 46 CV di potenza massima e 110 km/h di velocità massima;
- 11 B e 11 BL(1937-39): 4 cilindri in linea da 1911 cm³, 46 CV di potenza massima e 110 km/h di velocità massima;
- 11 B e 11BL(1939): 4 cilindri in linea da 1911 cm³, 56 CV di potenza massima e 115 km/h di velocità massima;
- 11 B Perfo e 11BL Perfo(1939): 4 cilindri in linea da 1911 cm³, 56 CV di potenza massima e 115 km/h di velocità massima;
- 11 Normale (1947-54): 4 cilindri in linea da 1911 cm³, 57 CV di potenza massima e 115 km/h di velocità massima;
- 11 Légère (1946-55): come la 11 Normale;
- 11 B e 11 BL (1955-57): 4 cilindri in linea da 1911 cm³ (motore 11D), 65 CV di potenza massima e oltre 120 km/h di velocità massima;

#### 15 Six Traction Avant
- 15 Six G (1938-47), 15 Six D (1947-55) e 15 Six H (1954-55): 6 cilindri in linea da 2867 cm³, 77 CV di potenza massima e 125 km/h di velocità massima;

Le uniche varianti non elencate riguardano l'aggiornamento della 7C che nel 1939 venne ribattezzata Economique per via di alcuni aggiornamenti ai carburatori volti a ottimizzarne i consumi, e la 11 AM prodotta all'inizio del 1937.

### Tabella riepilogativa[2][3]
Di seguito vengono riportate alcune caratteristiche e dati di produzione della gamma della Traction Avant. Il numero degli esemplari prodotti si riferisce alla produzione nel solo stabilimento francese (700.961 esemplari), a cui vanno aggiunti anche 31.750 esemplari prodotti in Belgio e 26.400 prodotti in Gran Bretagna, per un totale di 759.111 esemplari complessivi (alcune fonti però dichiarano una produzione complessiva di 759.123 esemplari).
| Citroën Traction Avant (1934-57) |                         |            |                    |                    |                        |                  |                                          |                          |                |                    |              |
| Modello                          | Carrozzerie disponibili | Passo (mm) | Anni di produzione | Esemplari prodotti | Alesaggio x corsa (mm) | Cilindrata (cm3) | Alimentazione                            | Rapporto di compressione | Potenza CV/rpm | Massa a vuoto (kg) | Velocità max |
| 7A                               | Berlina Coupé Roadster  | 2.910      | 04/1934-07/1934    | 73.408             | 72x80                  | 1303             | Carburatore Solex 30 BFHD/THD            | 5,7                      | 32/3200        | 900                | 95           |
| 7B                               | Berlina Coupé Roadster  | 2.910      | 07/1934-09/1934    | 73.408             | 78x80                  | 1529             | Carburatore Solex 30 BFHD                | 5,7                      | 35/3200        | 900                | 100          |
| 7S                               | Berlina Coupé Roadster  | 2.910      | 06/1934-11/1934    | 73.408             | 78x100                 | 1911             | Carburatore Solex 30 BFHD                | 5,9                      | 46/3800        | 1.025              | 108          |
| 7 C                              | Berlina Coupé Roadster  | 2.910      | 10/1934-02/1939    | 73.408             | 72x100                 | 1628             | Carburatore Solex 30 THD/HTD             | 5,9                      | 36/3800        | 1.025              | 100          |
| 7C Eco                           | Berlina                 | 2.910      | 02/1939-06/1941    | 7.887              | 72x100                 | 1628             | Carburatore Solex 30ATHD                 | 6,2                      | 36/3800        | 1.025              | 100          |
| 11AL                             | Berlina Coupé Roadster  | 2.910      | 10/1934-12/1937    | 8.542              | 78x100                 | 1911             | Carburatore Solex 30 THD/HTD             | 5,9                      | 46/3800        | 1.060              | 105          |
| 11A                              | Berlina Coupé Roadster  | 3.090      | 09/1934-12/1937    | 13.329             | 78x100                 | 1911             | Carburatore Solex 30 THD/HTD             | 5,9                      | 46/3800        | 1.060              | 105          |
| 11A                              | Limousine               | 3.270      | 09/1934-12/1937    | 13.329             | 78x100                 | 1911             | Carburatore Solex 30 THD/HTD             | 5,9                      | 46/3800        | 1.130              | 105          |
| 11A                              | Familiale               | 3.270      | 09/1934-12/1937    | 13.329             | 78x100                 | 1911             | Carburatore Solex 30 THD/HTD             | 5,9                      | 46/3800        | 1.170              | 105          |
| 11A                              | Commerciale             | 3.270      | 09/1934-12/1937    | 13.329             | 78x100                 | 1911             | Carburatore Solex 30 THD/HTD             | 5,9                      | 46/3800        | 1.190              | 105          |
| 11BL                             | Berlina Coupé Roadster  | 2.910      | 02/1937-06/1941    | 96.252             | 78x100                 | 1911             | Carburatore Solex 30 THD/HTD             | 5,9                      | 46/3800        | 1.060              | 105          |
| 11BL                             | Berlina                 | 2.910      | 06/1945-04/1955    | 219.720            | 78x100                 | 1911             | Carburatore Solex 30 THD/HTD             | 5,9                      | 46/3800        | 1.060              | 105          |
| 11DL                             | Berlina                 | 2.910      | 05/1955-07/1957    | 219.720            | 78x100                 | 1911             | Carburatore Solex 33PBIC o Zenith 36W1   | 6,2                      | 60/4000        | 1.060              | 122          |
| 11B                              | Berlina Coupé Roadster  | 3.090      | 02/1937-06/1941    | 221.018            | 78x100                 | 1911             | Carburatore Solex 30 THD/HTD             | 5,9                      | 46/3800        | 1.120              | 105          |
| 11B                              | Berlina                 | 3.090      | 06/1945-04/1955    | 221.018            | 78x100                 | 1911             | Carburatore Solex 30 THD/HTD             | 5,9                      | 46/3800        | 1.120              | 105          |
| 11B                              | Limousine               | 3.270      | 02/1937-06/1940    | 221.018            | 78x100                 | 1911             | Carburatore Solex 30 THD/HTD             | 5,9                      | 46/3800        | 1.130              | 105          |
| 11B                              | Familiale               | 3.270      | 02/1937-06/1940    | 221.018            | 78x100                 | 1911             | Carburatore Solex 30 THD/HTD             | 5,9                      | 46/3800        | 1.170              | 105          |
| 11D                              | Berlina                 | 3.090      | 05/1955-07/1957    | 221.018            | 78x100                 | 1911             | Carburatore Solex 33PBIC o Zenith 36W1   | 6,2                      | 60/4000        | 1.120              | 120          |
| 11D                              | Familiale               | 3.270      | 05/1955-07/1957    | 221.018            | 78x100                 | 1911             | Carburatore Solex 33PBIC o Zenith 36W1   | 6,2                      | 60/4000        | 1.170              | 120          |
| 11C                              | Commerciale             | 3.270      | 03/1937-06/1941    | 3.561              | 78x100                 | 1911             | Carburatore Solex 30 THD/HTD             | 5,9                      | 46/3800        | 1.190              | 105          |
| 11C                              | Commerciale             | 3.270      | 05/1954-04/1955    | 9.258              | 78x100                 | 1911             | Carburatore Solex 30 THD/HTD             | 5,9                      | 46/3800        | 1.212              | 105          |
| 11C                              | Commerciale             | 3.270      | 05/1955-07/1957    | 9.258              | 78x100                 | 1911             | Carburatore Solex 33PBIC o Zenith 36W1   | 6,2                      | 60/4000        | 1.212              | 122          |
| 11AM                             | Berlina Coupé Roadster  | 2.910      | 1937               | 315                | 78x100                 | 1911             | Carburatore Solex 30 DHT                 | 5,9                      | 50/3800        | 1.025              | 108          |
| 15G Six                          | Berlina                 | 3.090      | 06/1938-05/1947    | 2.666              | 78x100                 | 2867             | Carburatore doppio corpo Solex 30 FFIAP2 | 6,3                      | 77/3800        | 1.325              | 125          |
| 15G Six                          | Limousine Familiale     | 3.270      | 02/1939-05/1947    | 2.666              | 78x100                 | 2867             | Carburatore doppio corpo Solex 30 FFIAP2 | 6,3                      | 77/3800        | 1.380              | 125          |
| 15D Six                          | Berlina                 | 3.090      | 06/1947-08/1955    | 41.431             | 78x100                 | 2867             | Carburatore doppio corpo Solex 30 PAAI   | 6,5                      | 77/4000        | 1.325              | 130          |
| 15D Six                          | Familiale               | 3.270      | 1953-08/1955       | 495                | 78x100                 | 2867             | Carburatore doppio corpo Solex 30 PAAI   | 6,5                      | 77/4000        | 1.380              | 130          |
| 15H                              | Berlina                 | 3.090      | 04/1954-12/1956    | 3.077              | 78x100                 | 2867             | Carburatore doppio corpo Solex 30 PAAI   | 6,5                      | 77/4000        | 1.325              | 135          |
| 15H                              | Familiale               | 3.270      | 1956               | 2                  | 78x100                 | 2867             | Carburatore doppio corpo Solex 30 PAAI   | 6,5                      | 77/4000        | 1.380              | 135          |